# Бад-Ротенфельде
Бад-Ротенфельде (нем. Bad Rothenfelde) — община в Германии, в земле Нижняя Саксония.
Входит в состав района Оснабрюк. Население составляет 7443 человека (на 31 декабря 2010 года). Занимает площадь 18,18 км².

## Население
| Год  | Население |
| ---- | --------- |
| 1961 | 4827      |
| 1970 | 5404      |
| 1987 | 5839      |
| 1990 | 6107      |
| 1995 | 6236      |
| 2000 | 6901      |
| 2005 | 7299      |
| 2010 | 7443      |
| 2011 | 7531      |
| 2013 | 7554      |

| Год  | Численность | Численность |
| ---- | ----------- | ----------- |
| 2015 | 7839        |             |
| 2016 | 8004        | [ 3 ]       |
| 2017 | 8220        | [ 1 ]       |
| 2019 | 8317        | [ 4 ]       |
| 2021 | 8477        | [ 5 ]       |
| 2022 | 8597        | [ 6 ]       |
| 2023 | 8614        | [ 2 ]       |

## История
Место, где сегодня расположен Бад Ротенфельде, впервые было упомянуто 22 сентября 1724 года в надписи на мемориальном камне у минерального источника в курортном парке. Эта дата является датой принятия решения о создании поселения. Вышеупомянутый источник был найден Иоганном Кристианом Мэркером (Johann Christian Märcker) по поручению Оснабрюкского епископа Эрнста Августа. После открытия минерального источника место превратилось в рудник по добыче минеральной соли, вокруг которого образовалось небольшое поселение Ротенфельде. Затем начало развиваться крестьянство и поселение превратилось в сельскую общину, которая в итоге стала лечебно-оздоровительным курортом, источником минеральных вод.
С 1725 по 1726 строятся первые соляные пруды и солеварня, начинается добыча соли. В 1773—1774 гг. под руководством инспектора соледобычи Люттиха (Lüttich) в дополнение к солеварне была построена и введена в эксплуатацию соляная градирня, представляющая собой деревянное сооружение 178 метров длиной и 13 метров высотой, служащее для выпаривания минеральных солей из воды. Эта градирня в настоящее время носит название Старая градирня (das Alte Gradierwerk).
Во время французской оккупации в 1811 году начинает успешно практиковаться использование лечебных минеральных ванн. Под руководством инспектора соледобычи Карла Шлоенбаха (Carl Schloenbach) в 1818—1822 гг. была построена Новая градирня (das Neue Gradierwerk), длиной 412 метров и высотой 10 метров.
В 1852 году горожане основали акционерное общество Badehaus AG (нем. Badehaus — баня) и построили бани с 15 минеральными ванными. В 1872 году Генрих Шюхтерман (Heinrich Schüchtermann), Альберт Ломан (Albert Lohmann), Фридрих Фовинкель (Friedrich Vohwinkel) и некоторые другие промышленники организовали акционерное общество Rothenfelder Solbad & Salinen AG и, переняв солеварни из прусского владения, разбили парк-санаторий.
В 1891 г. была основана первая «семейная» школа, которая через 6 лет была реорганизована в частную школу.
В 1894 г. был пробурён новый солёный источник.
В 1905 году к названию Ротенфельде была добавлена приставка Бад (нем. — ванна, баня), и в 1909 году открылись курзал и бани.
В 1918 году в Бад Ротенфельде открывается шахтёрский санаторий Вайдтмансхоф (Weidtmanshof, буквально — Двор Вайдтмана. Виктор Вайдтман — немецкий промышленный юрист, внёсший значительный вклад в заботу о страховании шахтёров). В 1926 году пробурён ещё один минеральный источник — Вайдтмансшпрудель (Weidtmanssprudel, нем. — минеральный источник Вайдтмана). Следующий минеральный источник, Витекиндсшпрудель (Wittekindsprudel), был пробурён в 1930—1931 гг. В 1933 году был построен открытый бассейн с солёной минеральной водой, а в 1934—1945 гг. был перестроен и расширен курзал. Частная школа Бад Ротенфельде была закрыта в 1940 году по официальному приказу властей.
Бад Ротенфельде избежал каких-либо разрушений во время Второй мировой войны. В послевоенное время на территории коммуны было расположено 10 лазаретов с около 800 ранеными. Только в 1950 году, после британской послевоенной оккупации, Бад Ротенфельде возобновил курортную деятельность.
В 1950-х годах начинается крупное строительство района Хелфернер Эш (Helferner Esch). Земли Общественного Монастырского Фонда Ганновера, ранее использовавшиеся для сельского хозяйства, были отданы в наследственную аренду всем желающим. На строительство были выделены государственные субсидии. Было решено, что это должно быть поселение «с характером города-сада», поэтому площади участков были довольно большие, с акцентом на большие зелёные палисадники. Таким образом, озеленение населённого пункта произошло силами собственников жилья. Также частная постройка разбавила прежний преимущественно курортный архитектурный стиль. Со временем потребность в жилье росла, и постепенно блокированная застройка заняла место частных домов.
В 1965 году Бад Ротенфельде был официально признан государственный курортом. Добыча минеральной соли была закрыта в 1969 году по экономическим соображениям. Все курортные объекты, ранее принадлежавшие акционерному обществу, были муниципализированы и переданы в управление специально созданному обществу с ограниченной общественностью Курфервальтунг ГмбХ (Kurverwaltung GmbH).
С 1971 по 1973 годы курзал, парк у новой градирни и площадь Бруненплац (Brunnenplatz) были расширены и обновлены. После крупного пожара в 1975 году курзал был отремонтирован и в очередной раз расширен. В 1983 после масштабной реконструкции был снова введён в эксплуатацию открытый 50-метровый бассейн с солёной минеральной водой.
В 1989 году старая градирня рухнула вначале частично, а затем полностью. Последующая реконструкция укороченной версии градирни обошлась в 1,73 млн евро, и завершилась в 1996 году. В 1997 году был приватизирован Курзал.
В 1999 году рядом с новой градирней был разбит розарий. С 2002 по 2004 гг. была проведена реконструкция новой градирни. В 2005 году в курзале был открыт соляной грот.

## Экономика
Согласно индексу покупательной способности GfK Germany, население Бад-Ротенфельда имеет покупательную способность выше среднего. Причина этого в том, что Бад-Ротенфельде является предпочтительным и дорогим жилым районом для местных жителей и пожилых людей. Бад-Ротенфельде включает жилые районы с виллами и некоторыми удобствами для пожилых людей.